# Жом

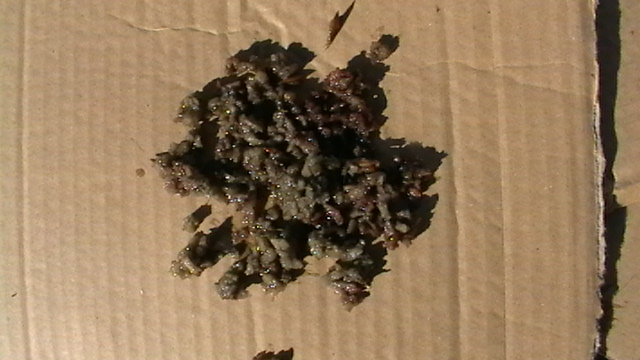

Жом (свекловичный) — экстрагированная сечка (дроблёное зерно) сахарной свёклы, отходы свеклосахарной промышленности.
В других источниках указано что Жом, Жом свекловичный, кормовой продукт, отброс при свеклосахарном производстве, при добывании сока прессованием, иначе называется свекловичными выжимками, то есть отходы переработки сахарной свёклы. Используют на корм скоту в свежем, сушёном (брикеты и россыпью) и силосованном (кислый жом) виде.

## Описание
Свежий жом — водянистый корм, быстро портится. В свежем жоме 92 % — 93 % воды, поэтому он имеет низкую питательную ценность. При силосовании улучшаются вкусовые качества жома, снижаются потери при хранении; скот охотнее поедает кислый жом. Сушёный жом выдерживает длительное хранение, удобен для скармливания; используют в рационах как углеводный корм вместо корнеплодов. В 100 кг свежего жома 12 кормовых единиц и 0,6 кг переваримого белка, сушёного — соответственно 8,4 и 3,8, кислого — 8,7 и 0,8. Крупному рогатому скоту на откорме дают в сутки 50—60 кг свежего или кислого жома, молочному — не более 40 кг. Сушёного жома дают молочным коровам до 4 кг; при больших дозах ухудшается качество молока и масла.
Также жом используется как исходное сырьё для биогазовых установок.
Доброкачественный жом не ядовит. Тем не менее при неправильном хранении в нём под влиянием бактерий и плесеней накапливаются большие количества уксусной, масляной кислот и других ядовитых веществ.